# Volkswahl des Bundesrates
Die Volkswahl des Bundesrates ist in der Schweiz ein Thema, das auf verschiedenem Weg durchgesetzt werden sollte. Während die siebenköpfige Regierung der Schweiz, der Bundesrat, laut Verfassung von beiden Parlamentskammern als Vereinigte Bundesversammlung gewählt wird, gab und gibt es Bestrebungen, die Regierung direkt vom Volk wählen zu lassen, um die direkte Demokratie zu stärken. So wird von den Befürwortern der Vorwurf erhoben, dass die Demokratie auf Kantonsebene weiter verwirklicht sei als auf Bundesebene, da Kantonsregierungen wie auch Kantonsparlamente vom Volk gewählt werden.

## Geschichte
Der Genfer Publizist und Politiker James Fazy hatte zuvor schon 1871 die Volkswahl des Bundesrates gefordert, um die «kleinen Verflechtungen der Cliquen» durch die «bestmögliche Trennung der Staatsgewalten» auflösen zu können. In der zweiten Hälfte des 19. Jahrhunderts gab es mit der Komplimentswahl eine indirekte Form der Volkswahl: Amtierende Bundesräte kandidierten als Nationalräte, um sich ihre Legitimation als Regierungsmitglieder durch die Stimmberechtigten bestätigen zu lassen; erst danach folgte die Wiederwahl durch die Bundesversammlung.
Eine erste Volksinitiative wurde am 25. September 1898 von einem Aktionsbündnis, bestehend aus dem Grütliverein, dem Gewerkschaftsbund, den Ostschweizer Demokraten und der SPS, sowie der Socialpolitischen Gruppe des Nationalrats beschlossen. Sie forderten mit der eidgenössischen Volksinitiative «für die Volkswahl des Bundesrates und die Vermehrung der Mitgliederzahl» die Wahl des Bundesrates durch das Volk und seine Erhöhung von sieben auf neun Mitglieder.
1939 reichten die Sozialdemokraten erneut die Volksinitiative «für die Wahl des Bundesrates durch das Volk und die Erhöhung der Mitgliederzahl» ein. Auch sie forderte die Vergrösserung des Bundesrates von sieben auf neun Mitglieder und seine Wahl durchs Volk. Das Vorhaben war auch bei den Frontisten beliebt. 1942 wurde diese Initiative mit 67,6 % Nein-Stimmen klar verworfen. In der vorhergegangenen Parlamentsdebatte wiesen die Gegner darauf hin, dass die Diskussion um die «Volkswahl dem Landesinteresse und dem öffentlichen Frieden angesichts der Kriegszeit abträglich» sei; es wurde gar ein Ordnungsantrag gestellt, die Initiative auf Ende des Krieges zu verschieben.
Im September 2008 unterstützte die sozialdemokratische Bundesrätin Micheline Calmy-Rey die Idee in einer Debatte über die Glaubwürdigkeit der Landesregierung erneut. Nationalrat Josef Zisyadis von der Partei der Arbeit forderte die Volkswahl mit einer parlamentarischen Initiative, die von der Staatspolitischen Kommission des Nationalrates abgelehnt wurde.
Im Jahr 2010 lancierte die Schweizerische Volkspartei die Idee mit ihrer Volksinitiative «Volkswahl des Bundesrates» neu. Die Initiative wurde am 9. Juni 2013 von Volk und Ständen deutlich verworfen.

## Positionen
Gegner der Volkswahl des Bundesrates werfen der Idee vor, dass sie sprachliche und regionale Minderheiten benachteilige. Sie führe auch zu einer sogenannten «Amerikanisierung» der Regierungswahl, durch die Personen mit grossem und teurem Wahlkampf oder Populisten gewählt würden. Der Befürworter der Initiative, Ernst Krebs, befasste sich in seiner staatsrechtlichen Dissertation 1965 mit der Volkswahl des Bundesrates. Er vertrat die Auffassung, dass das Prinzip der Volkssouveränität die «Regierungswahl durch das Volk schlechthin» verlange. Um eine saubere Gewaltentrennung zu erreichen, müsse sich das Parlament auf die Gesetzgebung beschränken.